# Lista de géneros da família Salticidae
Ver também: Lista de espécies da família Salticidae
Esta é uma lista de todos os géneros descritos do género Salticidae (aranhas-saltadoras)
- Abracadabrella Zabka, 1991
- Acragas Simon, 1900
- Admestina Peckham & Peckham, 1888
- Admesturius Galiano, 1988
- Adoxotoma Simon, 1909
- Aelurillus Simon, 1884
- Afraflacilla Berland & Millot, 1941
- Afrobeata Caporiacco, 1941
- Afromarengo Benjamin, 2004
- Agassa Simon, 1901
- Agelista Simon, 1900
- Agobardus Keyserling, 1885
- Agorius Thorell, 1877
- Aillutticus Galiano, 1987
- Akela Peckham & Peckham, 1896
- Albionella Chickering, 1946
- Alcmena C. L. Koch, 1846
- Alfenus Simon, 1902
- Allococalodes Wanless, 1982
- Allodecta Bryant, 1950
- Amatorculus Ruiz & Brescovit, 2005
- Amphidraus Simon, 1900
- Amycus C. L. Koch, 1846
- Anarrhotus Simon, 1902
- Anasaitis Bryant, 1950
- Anaurus Simon, 1900
- Anicius Chamberlin, 1925
- Anokopsis Bauab & Soares, 1980
- Antillattus Bryant, 1943
- Aphirape C. L. Koch, 1850
- Arachnomura Mello-Leitão, 1917
- Arachnotermes Mello-Leitão, 1928
- Araegeus Simon, 1901
- Arasia Simon, 1901
- Arnoliseus Braul, 2002
- Artabrus Simon, 1902
- Aruana Strand, 1911
- Asaphobelis Simon, 1902
- Asaracus C. L. Koch, 1846
- Ascyltus Karsch, 1878
- Asemonea O. P.-Cambridge, 1869
- Ashtabula Peckham & Peckham, 1894
- Asianellus Logunov & Heciak, 1996
- Astia L. Koch, 1879
- Atelurius Simon, 1901
- Athamas O. P.-Cambridge, 1877
- Atomosphyrus Simon, 1902
- Attidops Banks, 1905
- Attulus Simon, 1889
- Augustaea Szombathy, 1915
- Avarua Marples, 1955
- Avitus Peckham & Peckham, 1896
- Bacelarella Berland & Millot, 1941
- Bagheera Peckham & Peckham, 1896
- Ballognatha Caporiacco, 1935
- Ballus C. L. Koch, 1850
- Balmaceda Peckham & Peckham, 1894
- Banksetosa Chickering, 1946
- Baryphas Simon, 1902
- Bathippus Thorell, 1892
- Bavia Simon, 1877
- Baviola Simon, 1898
- Beata Peckham & Peckham, 1895
- Belippo Simon, 1910
- Belliena Simon, 1902
- Bellota Peckham & Peckham, 1892
- Bianor Peckham & Peckham, 1886
- Bindax Thorell, 1892
- Bocus Peckham & Peckham, 1892
- Bokokius Roewer, 1942
- Brancus Simon, 1902
- Breda Peckham & Peckham, 1894
- Bredana Gertsch, 1936
- Brettus Thorell, 1895
- Bristowia Reimoser, 1934
- Bryantella Chickering, 1946
- Bulolia Zabka, 1996
- Burmattus Prószyn'ski, 1992
- Bythocrotus Simon, 1903
- Canama Simon, 1903
- Capeta Ruiz & Brescovit, 2005
- Capidava Simon, 1902
- Carabella Chickering, 1946
- Caribattus Bryant, 1950
- Carrhotus Thorell, 1891
- Cavillator Wesolowska, 2000
- Ceglusa Thorell, 1895
- Cembalea Wesolowska, 1993
- Ceriomura Simon, 1901
- Cerionesta Simon, 1901
- Chalcolecta Simon, 1884
- Chalcoscirtus Bertkau, 1880
- Chalcotropis Simon, 1902
- Chapoda Peckham & Peckham, 1896
- Charippus Thorell, 1895
- Cheliceroides Zabka, 1985
- Cheliferoides F.O.P.-Cambridge, 1901
- Chinattus Logunov, 1999
- Chinoscopus Simon, 1901
- Chira Peckham & Peckham, 1896
- Chirothecia Taczanowski, 1878
- Chloridusa Simon, 1902
- Chrysilla Thorell, 1887
- Clynotis Simon, 1901
- Clynotoides Mello-Leitão, 1944
- Cobanus F.O.P.-Cambridge, 1900
- Cocalodes Pocock, 1897
- Cocalus C. L. Koch, 1846
- Coccorchestes Thorell, 1881
- Colaxes Simon, 1900
- Colyttus Thorell, 1891
- Commoris Simon, 1902
- Compsodecta Simon, 1903
- Consingis Simon, 1900
- Copocrossa Simon, 1901
- Corambis Simon, 1901
- Corcovetella Galiano, 1975
- Coryphasia Simon, 1902
- Corythalia C. L. Koch, 1850
- Cosmophasis Simon, 1901
- Cotinusa Simon, 1900
- Curubis Simon, 1902
- Cylistella Simon, 1901
- Cyllodania Simon, 1902
- Cynapes Simon, 1900
- Cyrba Simon, 1876
- Cytaea Keyserling, 1882
- Damoetas Peckham & Peckham, 1886
- Darwinneon Cutler, 1971
- Dasycyptus Simon, 1902
- Davidina Brignoli, 1985
- Deloripa Simon, 1901
- Dendryphantes C. L. Koch, 1837
- Depreissia Lessert, 1942
- Descanso Peckham & Peckham, 1892
- Dexippus Thorell, 1891
- Diagondas Simon, 1902
- Dinattus Bryant, 1943
- Diolenius Thorell, 1870
- Diplocanthopoda Abraham, 1925
- Dolichoneon Caporiacco, 1935
- Donaldius Chickering, 1946
- Donoessus Simon, 1902
- Eburneana Wesolowska & Szüts, 2001
- Echeclus Thorell, 1890
- Echinussa Simon, 1901
- Efate Berland, 1938
- Emathis Simon, 1899
- Empanda Simon, 1903
- Encolpius Simon, 1900
- Encymachus Simon, 1902
- Enoplomischus Giltay, 1931
- Epeus Peckham & Peckham, 1886
- Epidelaxia Simon, 1902
- Epocilla Thorell, 1887
- Erasinus Simon, 1899
- Ergane L. Koch, 1881
- Erica Peckham & Peckham, 1892
- Eris C. L. Koch, 1846
- Euophrys C. L. Koch, 1834
- Eupoa Zabka, 1985
- Euryattus Thorell, 1881
- Eustiromastix Simon, 1902
- Evarcha Simon, 1902
- Featheroides Peng et al., 1994
- Festucula Simon, 1901
- Flacillula Strand, 1932
- Fluda Peckham & Peckham, 1892
- Frespera Braul & Lise, 2002
- Freya C. L. Koch, 1850
- Frigga C. L. Koch, 1850
- Fritzia O. P.-Cambridge, 1879
- Fuentes Peckham & Peckham, 1894
- Furculattus Balogh, 1980
- Gambaquezonia Barrion & Litsinger, 1995
- Gangus Simon, 1902
- Gastromicans Mello-Leitão, 1917
- Gedea Simon, 1902
- Gelotia Thorell, 1890
- Ghelna Maddison, 1996
- Ghumattus Prószyn'ski, 1992
- Giuiria Strand, 1906
- Goleba Wanless, 1980
- Goleta Peckham & Peckham, 1894
- Gorgasella Chickering, 1946
- Gramenca Rollard & Wesolowska, 2002
- Grayenulla Zabka, 1992
- Gypogyna Simon, 1900
- Habrocestoides Prószyn'ski, 1992
- Habrocestum Simon, 1876
- Habronattus F. O. P.-Cambridge, 1901
- Hakka Berry & Prószyn'ski, 2001
- Haplopsecas Caporiacco, 1955
- Harmochirus Simon, 1885
- Hasarina Schenkel, 1963
- Hasarius Simon, 1871
- Havaika Prószyn'ski, 2002
- Helicius Zabka, 1981
- Heliophanillus Prószyn'ski, 1989
- Heliophanoides Prószyn'ski, 1992
- Heliophanus C. L. Koch, 1833
- Helpis Simon, 1901
- Helvetia Peckham & Peckham, 1894
- Hentzia Marx, 1883
- Heratemita Strand, 1932
- Hermotimus Simon, 1903
- Hindumanes Logunov, 2004
- Hinewaia Zabka & Pollard, 2002
- Hispo Simon, 1885
- Hisukattus Galiano, 1987
- Holcolaetis Simon, 1885
- Holoplatys Simon, 1885
- Homalattus White, 1841
- Huntiglennia Zabka & Gray, 2004
- Hurius Simon, 1901
- Hyctiota Strand, 1911
- Hyetussa Simon, 1902
- Hyllus C. L. Koch, 1846
- Hypaeus Simon, 1900
- Hypoblemum Peckham & Peckham, 1886
- Icius Simon, 1876
- Idastrandia Strand, 1929
- Ilargus Simon, 1901
- Imperceptus Prószyn'ski, 1992
- Indomarengo Benjamin, 2004
- Iona Peckham & Peckham, 1886
- Iranattus Prószyn'ski, 1992
- Irura Peckham & Peckham, 1901
- Itata Peckham & Peckham, 1894
- Jacksonoides Wanless, 1988
- Jajpurattus Prószyn'ski, 1992
- Jaluiticola Roewer, 1944
- Jollas Simon, 1901
- Jotus L. Koch, 1881
- Judalana Rix, 1999
- Kalcerrytus Galiano, 2000
- Kima Peckham & Peckham, 1902
- Klamathia Peckham & Peckham, 1903
- Lagnus L. Koch, 1879
- Lakarobius Berry, Beatty & Prószyn'ski, 1998
- Lamottella Rollard & Wesolowska, 2002
- Langelurillus Próchniewicz, 1994
- Langerra Zabka, 1985
- Langona Simon, 1901
- Lapsias Simon, 1900
- Laufeia Simon, 1889
- Lauharulla Keyserling, 1883
- Lechia Zabka, 1985
- Leikung Benjamin, 2004
- Lepidemathis Simon, 1903
- Leptathamas Balogh, 1980
- Leptorchestes Thorell, 1870
- Letoia Simon, 1900
- Ligdus Thorell, 1895
- Ligonipes Karsch, 1878
- Ligurra Simon, 1903
- Lilliput Wesolowska & Russell-Smith, 2000
- Longarenus Simon, 1903
- Lophostica Simon, 1902
- Lurio Simon, 1901
- Luxuria Wesolowska, 1989
- Lycidas Karsch, 1878
- Lyssomanes Hentz, 1845
- Lystrocteisa Simon, 1884
- Mabellina Chickering, 1946
- Macaroeris Wunderlich, 1992
- Macopaeus Simon, 1900
- Madhyattus Prószyn'ski, 1992
- Maenola Simon, 1900
- Maeota Simon, 1901
- Maeotella Bryant, 1950
- Maevia C. L. Koch, 1846
- Mago O. P.-Cambridge, 1882
- Magyarus Zabka, 1985
- Maileus Peckham & Peckham, 1907
- Malloneta Simon, 1902
- Maltecora Simon, 1910
- Mantisatta Warburton, 1900
- Mantius Thorell, 1891
- Maratus Karsch, 1878
- Marchena Peckham & Peckham, 1909
- Marengo Peckham & Peckham, 1892
- Margaromma Keyserling, 1882
- Marma Simon, 1902
- Marpissa C. L. Koch, 1846
- Martella Peckham & Peckham, 1892
- Mashonarus Wesolowska & Cumming, 2002
- Massagris Simon, 1900
- Mburuvicha Scioscia, 1993
- Meata Zabka, 1985
- Megaloastia Zabka, 1995
- Meleon Wanless, 1984
- Mendoza Peckham & Peckham, 1894
- Menemerus Simon, 1868
- Messua Peckham & Peckham, 1896
- Metacyrba F. O. P.-Cambridge, 1901
- Metaphidippus F. O. P.-Cambridge, 1901
- Mexcala Peckham & Peckham, 1902
- Mexigonus Edwards, 2002
- Micalula Strand, 1932
- Microbianor Logunov, 2000
- Microhasarius Simon, 1902
- Microheros Wesolowska & Cumming, 1999
- Mikrus Wesolowska, 2001
- Mintonia Wanless, 1984
- Mirandia Badcock, 1932
- Modunda Simon, 1901
- Mogrus Simon, 1882
- Monaga Chickering, 1946
- Monomotapa Wesolowska, 2000
- Mopiopia Simon, 1902
- Mopsolodes Zabka, 1991
- Mopsus Karsch, 1878
- Muziris Simon, 1901
- Myrmarachne MacLeay, 1839
- Nagaina Peckham & Peckham, 1896
- Nannenus Simon, 1902
- Naphrys Edwards, 2002
- Napoca Simon, 1901
- Natta Karsch, 1879
- Naubolus Simon, 1901
- Neaetha Simon, 1884
- Nebridia Simon, 1902
- Neobrettus Wanless, 1984
- Neon Simon, 1876
- Neonella Gertsch, 1936
- Nicylla Thorell, 1890
- Nimbarus Rollard & Wesolowska, 2002
- Noegus Simon, 1900
- Nosferattus Ruiz & Brescovit, 2005
- Nungia Zabka, 1985
- Nycerella Galiano, 1982
- Ocnotelus Simon, 1902
- Ocrisiona Simon, 1901
- Ogdenia Peckham & Peckham, 1908
- Omoedus Thorell, 1881
- Onomastus Simon, 1900
- Opisthoncana Strand, 1913
- Opisthoncus L. Koch, 1880
- Orissania Prószyn'ski, 1992
- Orsima Simon, 1901
- Orthrus Simon, 1900
- Orvilleus Chickering, 1946
- Osericta Simon, 1901
- Pachomius Peckham & Peckham, 1896
- Pachyballus Simon, 1900
- Pachyonomastus Caporiacco, 1947
- Pachypoessa Simon, 1902
- Padilla Peckham & Peckham, 1894
- Palpelius Simon, 1903
- Panachraesta Simon, 1900
- Pancorius Simon, 1902
- Pandisus Simon, 1900
- Panysinus Simon, 1901
- Paracyrba Zabka & Kovac, 1996
- Paradamoetas Peckham & Peckham, 1885
- Paradecta Bryant, 1950
- Paradescanso Vellard, 1924
- Parafluda Chickering, 1946
- Paraharmochirus Szombathy, 1915
- Paraheliophanus Clark & Benoit, 1977
- Parajotus Peckham & Peckham, 1903
- Paramarpissa F. O. P.-Cambridge, 1901
- Paraneaetha Denis, 1947
- Paraphidippus F. O. P.-Cambridge, 1901
- Paraphilaeus Zabka, 2003
- Paraplatoides Zabka, 1992
- Paraplexippus Franganillo, 1930
- Parasaitis Bryant, 1950
- Parathiodina Bryant, 1943
- Parkella Chickering, 1946
- Parnaenus Peckham & Peckham, 1896
- Peckhamia Simon, 1901
- Pelegrina Franganillo, 1930
- Pellenes Simon, 1876
- Pellolessertia Strand, 1929
- Penionomus Simon, 1903
- Pensacola Peckham & Peckham, 1885
- Pensacolops Bauab, 1983
- Peplometus Simon, 1900
- Phaeacius Simon, 1900
- Phanias F. O. P.-Cambridge, 1901
- Pharacocerus Simon, 1902
- Phaulostylus Simon, 1902
- Phausina Simon, 1902
- Phiale C. L. Koch, 1846
- Phidippus C. L. Koch, 1846
- Philaeus Thorell, 1869
- Philates Simon, 1900
- Phintella Strand, 1906
- Phlegra Simon, 1876
- Phyaces Simon, 1902
- Pignus Wesolowska, 2000
- Pilia Simon, 1902
- Piranthus Thorell, 1895
- Platycryptus Hill, 1979
- Platypsecas Caporiacco, 1955
- Plexippoides Prószyn'ski, 1984
- Plexippus C. L. Koch, 1846
- Pochyta Simon, 1901
- Poecilorchestes Simon, 1901
- Poessa Simon, 1902
- Polemus Simon, 1902
- Porius Thorell, 1892
- Portia Karsch, 1878
- Poultonella Peckham & Peckham, 1909
- Pristobaeus Simon, 1902
- Proctonemesia Bauab & Soares, 1978
- Prostheclina Keyserling, 1882
- Proszynskiana Logunov, 1996
- Psecas C. L. Koch, 1850
- Pselcis Simon, 1903
- Pseudamphidraus Caporiacco, 1947
- Pseudamycus Simon, 1885
- Pseudattulus Caporiacco, 1947
- Pseudemathis Simon, 1902
- Pseudeuophrys Dahl, 1912
- Pseudicius Simon, 1885
- Pseudocorythalia Caporiacco, 1938
- Pseudofluda Mello-Leitão, 1928
- Pseudomaevia Rainbow, 1920
- Pseudopartona Caporiacco, 1954
- Pseudoplexippus Caporiacco, 1947
- Pseudosynagelides Zabka, 1991
- Ptocasius Simon, 1885
- Pystira Simon, 1901
- Quekettia Peckham & Peckham, 1902
- Rafalus Prószyn'ski, 1999
- Rarahu Berland, 1929
- Rhene Thorell, 1869
- Rhetenor Simon, 1902
- Rhombonotus L. Koch, 1879
- Rhyphelia Simon, 1902
- Rishaschia Makhan, 2006
- Roeweriella Kratochvíl, 1932
- Rogmocrypta Simon, 1900
- Romitia Caporiacco, 1947
- Rudra Peckham & Peckham, 1885
- Sadies Wanless, 1984
- Saitidops Simon, 1901
- Saitis Simon, 1876
- Saitissus Roewer, 1938
- Salpesia Simon, 1901
- Salticus Latreille, 1804
- Sandalodes Keyserling, 1883
- Saraina Wanless & Clark, 1975
- Sarinda Peckham & Peckham, 1892
- Sarindoides Mello-Leitão, 1922
- Sassacus Peckham & Peckham, 1895
- Schenkelia Lessert, 1927
- Scopocira Simon, 1900
- Scoturius Simon, 1901
- Sebastira Simon, 1901
- Selimus Peckham & Peckham, 1901
- Semiopyla Simon, 1901
- Semnolius Simon, 1902
- Semora Peckham & Peckham, 1892
- Semorina Simon, 1901
- Servaea Simon, 1888
- Sibianor Logunov, 2001
- Sidusa Peckham & Peckham, 1895
- Sigytes Simon, 1902
- Siler Simon, 1889
- Siloca Simon, 1902
- Simaetha Thorell, 1881
- Simaethula Simon, 1902
- Similaria Prószyn'ski, 1992
- Simonurius Galiano, 1988
- Simprulla Simon, 1901
- Sitticus Simon, 1901
- Sobasina Simon, 1898
- Sondra Wanless, 1988
- Sonoita Peckham & Peckham, 1903
- Spartaeus Thorell, 1891
- Spilargis Simon, 1902
- Stagetillus Simon, 1885
- Stenaelurillus Simon, 1885
- Stenodeza Simon, 1900
- Stergusa Simon, 1889
- Stertinius Simon, 1890
- Stichius Thorell, 1890
- Stoidis Simon, 1901
- Sumampattus Galiano, 1983
- Synageles Simon, 1876
- Synagelides Strand, 1906
- Synemosyna Hentz, 1846
- Tacuna Peckham & Peckham, 1901
- Taivala Peckham & Peckham, 1907
- Talavera Peckham & Peckham, 1909
- Tamigalesus Zabka, 1988
- Tanna Berland, 1938
- Tanybelus Simon, 1902
- Tara Peckham & Peckham, 1886
- Taraxella Wanless, 1984
- Tariona Simon, 1902
- Tarne Simon, 1885
- Tarodes Pocock, 1899
- Tasa Wesolowska, 1981
- Tatari Berland, 1938
- Tauala Wanless, 1988
- Telamonia Thorell, 1887
- Terralonus Maddison, 1996
- Thammaca Simon, 1902
- Theriella Braul & Lise, 1996
- Thianella Strand, 1907
- Thiania C. L. Koch, 1846
- Thianitara Simon, 1903
- Thiodina Simon, 1900
- Thiratoscirtus Simon, 1886
- Thorelliola Strand, 1942
- Thyene Simon, 1885
- Thyenillus Simon, 1910
- Thyenula Simon, 1902
- Titanattus Peckham & Peckham, 1885
- Toloella Chickering, 1946
- Tomocyrba Simon, 1900
- Toticoryx Rollard & Wesolowska, 2002
- Trite Simon, 1885
- Trydarssus Galiano, 1995
- Tullgrenella Mello-Leitão, 1941
- Tulpius Peckham & Peckham, 1896
- Tusitala Peckham & Peckham, 1902
- Tutelina Simon, 1901
- Tuvaphantes Logunov, 1993
- Tylogonus Simon, 1902
- Udalmella Galiano, 1994
- Udvardya Prószyn'ski, 1992
- Uluella Chickering, 1946
- Uroballus Simon, 1902
- Uspachus Galiano, 1995
- Uxuma Simon, 1902
- Vailima Peckham & Peckham, 1907
- Vatovia Caporiacco, 1940
- Veissella Wanless, 1984
- Viciria Thorell, 1877
- Vinnius Simon, 1902
- Viroqua Peckham & Peckham, 1901
- Wallaba Mello-Leitão, 1940
- Wanlessia Wijesinghe, 1992
- Wedoquella Galiano, 1984
- Xenocytaea Berry, Beatty & Prószyn'ski, 1998
- Xuriella Wesolowska & Russell-Smith, 2000
- Yacuitella Galiano, 1999
- Yaginumaella Prószyn'ski, 1979
- Yaginumanis Wanless, 1984
- Yepoella Galiano, 1970
- Yllenus Simon, 1868
- Yogetor Wesolowska & Russell-Smith, 2000
- Zebraplatys Zabka, 1992
- Zenodorus Peckham & Peckham, 1886
- Zeuxippus Thorell, 1891
- Zuniga Peckham & Peckham, 1892
- Zygoballus Peckham & Peckham, 1885

## Fonte
- The World aranha Catalog, V7.0 - Salticidae